# 연천초등학교 (경기)
연천초등학교(漣川初等學校)는 대한민국 경기도 연천군 연천읍에 있는 공립 초등학교이다.

## 학교 연혁
- 1911년 5월 15일 : 연천공립보통학교(4년제) 개교
- 1938년 4월 1일 : 연천중앙공립심상소학교 개칭
- 1941년 4월 1일 : 연천중앙공립국민학교 개칭
- 1955년 5월 14일 : 수복 개교(연천국민학교)
- 1966년 3월 8일 : 고문국민학교 개교
- 1969년 : 고문국민학교(12학급) 편성
- 1994년 3월 1일 연천국민학교 고문분교장으로 격하
- 1994년 3월 1일 : 고문분교장 편입
- 1995년 3월 1일 : 연천국민학교 고문분교장 인가(4학급 편성)
- 1996년 3월 1일 :  연천초등학교로 개칭
- 1996년 3월 1일 :  연천초등학교 고문분교로 개칭
- 2003년 11월 1일 : 다목적실 신축
- 2011년 11월 5일 : 개교 100주년 기념 행사
- 2013년 10월 26일 : 인조잔디 운동장 개장
- 2017년 3월 1일 : 연천초등학교 고문분교 폐교
- 2019년 2월 9일 : 제96회 졸업식(35명, 총 6752명 졸업)
- 2019 3월 1일 : 혁신학교 지정(2019.3.1.~2023.2.28. 4년간)
- 2019년 3월 4일 : 11학급 편성(초등 10, 특수 1) 병설유치원 2학급 편성
- 2019년 9월 1일 : 제26대 윤영희 교장선생님 취임
- 2020년 1월 8일 : 제 97회 졸업(수복 후 66회) 총 6777명 졸업생 배출
- 2020년 3월 1일 : 초등 11학급 편성(특수학급 1

## 학교버스
- 옥산리 ,  동막1,2리 , 고문1,2리, 읍내리

, 통현1,2리 , 신서면 내산리운행

## 참고 자료
- 연천초등학교 - 한국교육학술정보원 학교알리미